# Закон взаємності
У математиці закон взаємності ― це узагальнення закону квадратичної взаємності на довільні нормовані незвідні поліноми {\displaystyle f(x)} з цілими коефіцієнтами. Нагадаємо, що перший закон взаємності, тобто квадратична взаємність, визначає, коли незвідний многочлен {\displaystyle f(x)=x^{2}+ax+b} розкладається на лінійні члени при зведені за модулем {\displaystyle p}. Він визначає для яких простих чисел виконується співвідношення:
{\displaystyle f(x)\equiv f_{p}(x)=(x-n_{p})(x-m_{p})\ ({\text{mod}}\ p).}
Загальний закон взаємності формулює правило при яких простих числах {\displaystyle p} поліном {\displaystyle f(x)} розкладається на лінійні множники, що позначаються як {\displaystyle \operatorname {Spl} \{f(x)\}}.
Існує декілька різних способів представлення законів взаємності. Ранні закони взаємності, знайдені в 19 столітті, зазвичай представлялися у термінах символу степеневого лишку {\displaystyle (p/q)}, що узагальнює символ Лежандра, який використовується для опису простих чисел, які є залишком {\displaystyle n}-го степеня за модулем іншого простого числа, і визначає співвідношення між {\displaystyle (p/q)} і {\displaystyle (q/p)}. Гільберт переформулював закони взаємності, вказавши, що добуток над {\displaystyle p} символів Гільберта норми залишку {\displaystyle (a,b/p)}, які набувають значень серед коренів з одиниці, дорівнюють 1. Артін переформулював закони взаємності як твердження, що символ Артіна від ідеалів (або іделей) до елементів групи Галуа тривіальний на певній підгрупі. Декілька останніх узагальнень виражають закони взаємності, використовуючи когомологію груп або представлення адельних груп або алгебраїчних {\displaystyle K}-груп, тому їх зв'язок з оригінальним квадратичним законом взаємності доволі важко побачити.

## Квадратична взаємність
У термінах символу Лежандра закон квадратичної взаємності для додатних непарних простих чисел стверджує:
{\displaystyle \left({\frac {p}{q}}\right)\left({\frac {q}{p}}\right)=(-1)^{{\frac {p-1}{2}}{\frac {q-1}{2}}}.}

## Кубічна взаємність
Закон кубічної взаємності для цілих чисел Ейзенштейна стверджує, що якщо {\displaystyle \alpha } і {\displaystyle \beta } є примарними числами (тобто прості числа конґруентні 2 mod 3), то
{\displaystyle \left({\frac {\alpha }{\beta }}\right)_{3}=\left({\frac {\beta }{\alpha }}\right)_{3}.}

## Біквадратна взаємність
У термінах біквадратного символу лишку, закон біквадратичної взаємності для цілих гаусових чисел стверджує, що якщо {\displaystyle \pi } і {\displaystyle \theta } є примарними (тобто конґруентними {\displaystyle 1} mod {\displaystyle (1+{\rm {i}})^{3}}) простими гаусовими числами, то
{\displaystyle \left[{\frac {\pi }{\theta }}\right]\left[{\frac {\theta }{\pi }}\right]^{-1}=(-1)^{{\frac {N\pi -1}{4}}{\frac {N\theta -1}{4}}}.}

## Взаємність Ейзенштейна
Нехай {\displaystyle \zeta } ― {\displaystyle l}-й корінь із одиниці для деякого непарного простого числа {\displaystyle l}. Характер степеня ― степінь числа {\displaystyle \zeta } такий, що
{\displaystyle \left({\frac {\alpha }{\mathfrak {p}}}\right)_{l}\equiv \alpha ^{\frac {N({\mathfrak {p}})-1}{l}}\quad ({\rm {mod}}\ {\mathfrak {p}})}
для будь-якого простого ідеалу {\displaystyle {\mathfrak {p}}} з {\displaystyle \mathbb {Z} [\zeta ]}. Це поняття  поширюється на інші ідеали за допомогою мультиплікативності. Закон взаємності Ейзенштейна стверджує, що
{\displaystyle \left({\frac {a}{\alpha }}\right)_{l}=\left({\frac {\alpha }{a}}\right)_{l}}
для будь-якого раціонального цілого числа {\displaystyle a} взаємно простого з {\displaystyle l} і будь-якого елемента {\displaystyle \alpha } з {\displaystyle \mathbb {Z} [\zeta ]}, який є взаємно простим з {\displaystyle a} і {\displaystyle l}, і конґруентним цілому раціональному числу за модулем {\displaystyle (1-\zeta )^{2}}.

## Взаємність Куммера
Нехай {\displaystyle \zeta } — {\displaystyle l}-й корінь із одиниці для деякого непарного регулярного простого числа {\displaystyle l}. Оскільки {\displaystyle l} є регулярним числом, то можна узагальнити символ {\displaystyle \{\}} на ідеали єдиним способом так, що
{\displaystyle \left\{{\frac {p}{q}}\right\}^{n}=\left\{{\frac {p^{n}}{q}}\right\},}
де {\displaystyle n} — деяке ціле число взаємно просте з {\displaystyle l} таке, що {\displaystyle p^{n}} є головним числом. Закон взаємності Куммера стверджує, що
{\displaystyle \left\{{\frac {p}{q}}\right\}=\left\{{\frac {q}{p}}\right\},}
де {\displaystyle p} і {\displaystyle q} будь-які різні прості ідеали з {\displaystyle \mathbb {Z} [\zeta ]} відмінні від {\displaystyle (1-\zeta )}.

## Взаємність Гільберта
У термінах символу Гільберта закон взаємності Гільберта для поля алгебраїчних чисел стверджує, що
{\displaystyle \prod _{v}(a,b)_{v}=1,}
де добуток відбувається за усіма скінченими і нескінченними місцями. Над полем раціональних чисел це еквівалентно закону квадратичної взаємності. Щоб побачити це, розглянемо різні непарні прості числа {\displaystyle a} і {\displaystyle b}. Тоді закон Гільберта набуває вигляду:
{\displaystyle (p,q)_{\infty }(p,q)_{2}(p,q)_{p}(p,q)_{q}=1.}
Але {\displaystyle (p,q)_{p}} дорівнює символу Лежандра, {\displaystyle (p,q)_{\infty }} дорівнює {\displaystyle 1}, якщо одне з чисел {\displaystyle p} або {\displaystyle q} є додатним, і {\displaystyle -1} в інших випадках, а {\displaystyle (p,q)_{2}} дорівнює {\displaystyle (-1)^{(p-1)(q-1)/4}}. Отже, для додатних непарних простих чисел {\displaystyle p} і {\displaystyle q} закон Гільберта є законом квадратичної взаємності.

## Взаємність Артіна
Мовою іделей, закон взаємності Артіна для скінченного розширення {\displaystyle L/K} стверджує, що відображення Артіна з групи класів іделей {\displaystyle C_{K}} в абелізацію {\displaystyle {\rm {Gal}}(L/K)^{\rm {ab}}} групи Галуа зануляється на {\displaystyle N_{L/K}(C_{L})} та індукує ізоморфізм
{\displaystyle \theta \colon \ C_{K}/{N_{L/K}(C_{L})}\to {\rm {Gal}}(L/K)^{\rm {ab}}.}
Хоча це не одразу очевидно, але із закону взаємності Артіна випливають всі раніше відкриті закони взаємності, якщо застосовувати його до відповідних розширень {\displaystyle L/K}. Наприклад, в частинному випадку, коли {\displaystyle K} містить корені {\displaystyle n}-го степеня з одиниці, а {\displaystyle L=K[a^{1/n}]} є розширенням Куммера для {\displaystyle K}, то з факту, що відображення Артіна зануляється на {\displaystyle N_{L/K}(C_{L})}, випливає закон взаємності Гільберта для символу Гільберта.

## Локальна взаємність
Хассе ввів локальний аналог закону взаємності Артіна, який називається локальним законом взаємності. Одна з його форм стверджує, що для скінченного абелевого розширення {\displaystyle L/K} локальних полів, відображення Артіна є ізоморфізмом з {\displaystyle K^{\times }/N_{L/K}(L^{\times })} в групу Галуа {\displaystyle {\rm {Gal}}(L/K)}.

## Явні закони взаємності
Щоб отримати класичний закон взаємності із закону взаємності Гільберта {\displaystyle \Pi (a,b)_{p}=1} потрібно знати значення {\displaystyle (a,b)_{p}} для {\displaystyle p}, що ділить {\displaystyle n}. Явні формули для цього іноді називають явними законами взаємності.

## Степеневий закон взаємності
Степеневий закон взаємності можна сформулювати як аналог закону квадратичної взаємності у термінах символів Гільберта наступним чином:
{\displaystyle \left({\frac {\alpha }{\beta }}\right)_{n}\left({\frac {\beta }{\alpha }}\right)_{n}^{-1}=\prod _{{\mathfrak {p}}|n\infty }(\alpha ,\beta )_{\mathfrak {p}}.}

## Раціональний закон взаємності
Раціональний закон взаємності формулюється у термінах раціональних цілих чисел без використання коренів з одиниці.

## Взаємність Ленглендса
Програма Ленглендса включає декілька гіпотез щодо загальних редуктивних алгебраїчних груп, з яких для спеціальної групи {\displaystyle {\rm {GL}}_{1}} випливає закон взаємності Артіна.

## Закон взаємності Ямамото
Закон взаємності Ямамото — це закон взаємності пов'язаний з класами чисел квадратичних числових полів.

### Оглядові статті
- Reciprocity laws and Galois representations: recent breakthroughs [Архівовано 2 червня 2022 у Wayback Machine.]